# Coppa Bernocchi 1932
La Coppa Bernocchi 1932, quattordicesima edizione della corsa, si svolse il 25 settembre 1932 su un percorso di 182 km con partenza e arrivo a Legnano. Fu vinta dall'italiano Marco Giuntelli, che terminò la gara in 5h17'00" precedendo per distacco i connazionali Antonio Fraccaroli e Carlo Bori. Parteciparono 76 ciclisti. Riservata a ciclisti di seconda e terza categoria (indipendenti e dilettanti), fu come di consueto organizzata dall'Unione Sportiva Legnanese.

## Percorso
Dopo il via da Legnano, nella prima parte di gara si transitò nell'ordine da Gallarate, Sesto Calende, Arona, Borgomanero, Gattico, con rientro a Sesto Calende. Da questa località ebbe inizio la seconda parte di gara, con passaggio tra le altre da Cittiglio, Brinzio, Induno Olona, Viggiù, Varese e Gallarate, e traguardo finale a Legnano dopo 182 km.

## Ordine d'arrivo (Top 10)
| Pos. | Corridore          | Squadra         | Tempo    |
| ---- | ------------------ | --------------- | -------- |
| 1    | Marco Giuntelli    | Ped. Astigiano  | 5h17'00" |
| 2    | Antonio Fraccaroli | U.S. Milanese   | a 4'00"  |
| 3    | Carlo Bori         | U.S. Legnanese  | s.t.     |
| 4    | Antonio Andretta   | V.C. Vicenza    | a 4'30"  |
| 5    | Bruno Negri        | V.C. Reggio Em. | a 7'00"  |
| 6    | Giovanni Rossi     | Cesare Battisti | s.t.     |
| 7    | Pietro Rimoldi     | U.S. Legnanese  | s.t.     |
| 8    | Carlo Rovida       | -               | s.t.     |
| 9    | Bernardo Rogora    | -               | s.t.     |
| 10   | Attilio Masarati   | -               | s.t.     |